# Kniphofia tabularis
Kniphofia tabularis är en grästrädsväxtart som beskrevs av Hermann Wilhelm Rudolf Marloth. Kniphofia tabularis ingår i Fackelliljesläktet som ingår i familjen grästrädsväxter. Inga underarter finns listade i Catalogue of Life.